# Kärntner Straße (Wenen)

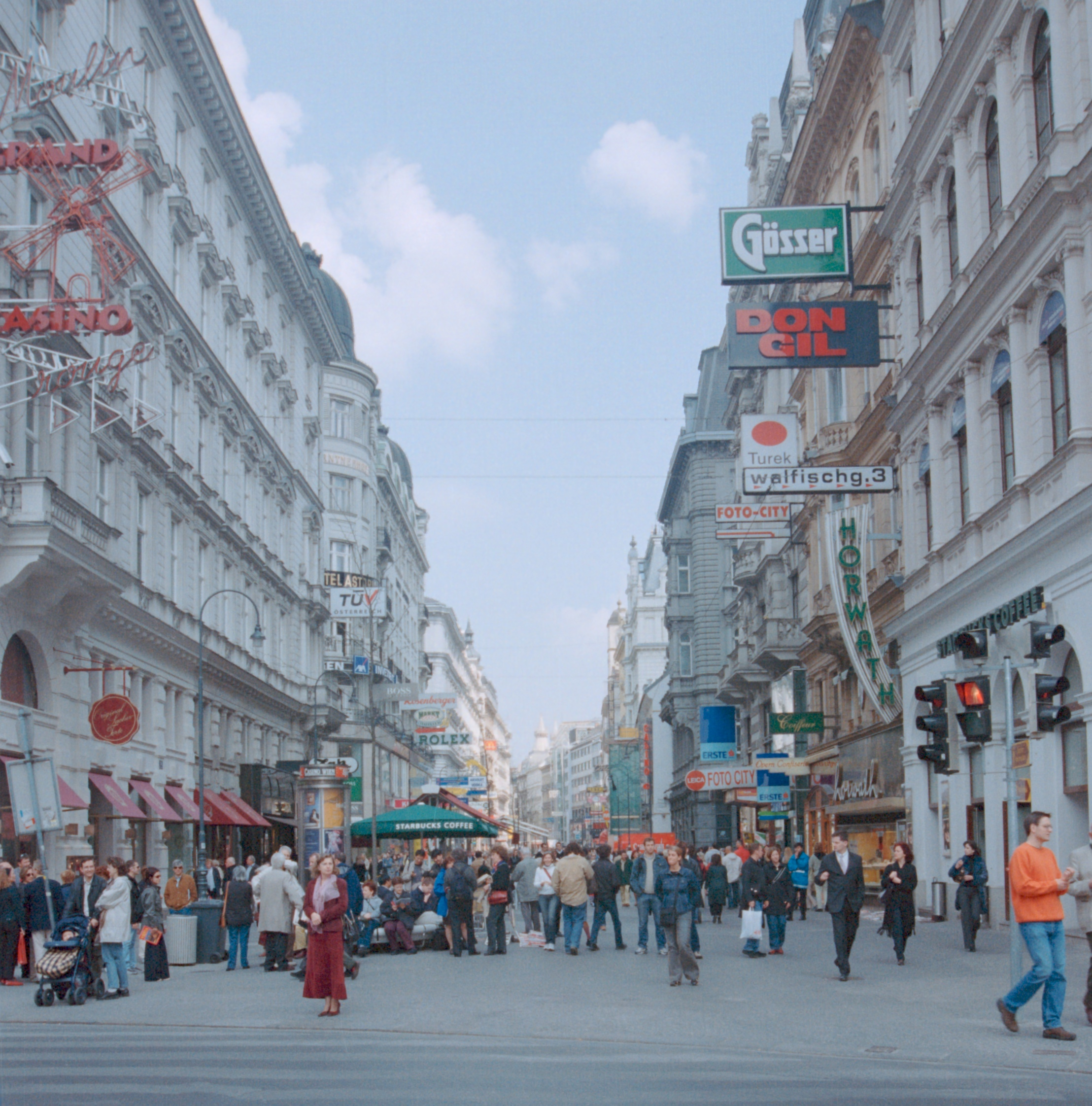
De Kärntner Straße

De Kärntner Straße ("Karinthiëstraat") is een bekende winkelstraat in Wenen. De straat loopt vanaf het Karlsplatz in noordelijke richting naar de Stephansdom. Waar de Kärntner Straße de Ringstraße kruist, staat de Weense Staatsopera. Aan het noordelijke uiteinde van de straat staat het Palais Equitable.
De oudste bron over de Kärntner Straße stamt uit 1257. Daarin wordt de straat de Strata Carintianorum genoemd. De straat was een onderdeel van de handelsroute naar Karinthië.